# Municipio de Roodhouse
El municipio de Roodhouse (en inglés: Roodhouse Township) es un municipio ubicado en el condado de Greene en el estado estadounidense de Illinois. En el año 2010 tenía una población de 2241 habitantes y una densidad poblacional de 21,81 personas por km².

## Geografía
El municipio de Roodhouse se encuentra ubicado en las coordenadas 39°29′39″N 90°21′10″O / 39.49417, -90.35278. Según la Oficina del Censo de los Estados Unidos, el municipio tiene una superficie total de 102.77 km², de la cual 102,66 km² corresponden a tierra firme y (0,11 %) 0,11 km² es agua.

## Demografía
Según el censo de 2010, había 2241 personas residiendo en el municipio de Roodhouse. La densidad de población era de 21,81 hab./km². De los 2241 habitantes, el municipio de Roodhouse estaba compuesto por el 97,86 % blancos, el 0,45 % eran afroamericanos, el 0,09 % eran amerindios, el 0,09 % eran asiáticos, el 0,13 % eran de otras razas y el 1,38 % eran de una mezcla de razas. Del total de la población el 0,36 % eran hispanos o latinos de cualquier raza.